# Hospital Ferroviário (Porto Alegre)
O Hospital Ferroviário é um antigo edifício desativado na cidade de Porto Alegre, capital do estado brasileiro do Rio Grande do Sul. Está situado na Rua Barros Cassal, n° 161, no bairro Floresta, próximo à esquina com a Avenida Farrapos.

## História
O prédio começou a ser erguido em 1960, para abrigar o hospital da Associação dos Ferroviários Sul Riograndense (AFSR), entidade sem fins lucrativos fundada na cidade em junho de 1931 e considerada de utilidade pública federal através do decreto nº 31.265, de 12 de agosto de 1952. A sede da AFSR, por sua vez, foi construída em um prédio ao lado, na Avenida Farrapos, n° 177, onde permanece até os dias de hoje em operação. Os dois projetos, o da sede e do hospital, foram desenvolvidos como um único conjunto.
No entanto, em 1964, com a instauração da Ditadura Militar no Brasil, as obras do hospital foram completamente interrompidas, sem a retomada das obras, resultando no prédio de tijolos inacabado de quatro pavimentos e de 2,9 mil m² que ficou abandonado e sem uso por décadas. Durante o abandono, o prédio do hospital foi ocupado clandestinamente por moradores de rua e até por comerciantes informais até que, em 2000, ocorreu a separação física entre o prédio sede da AFSR e o prédio do hospital inacabado, o qual também foi cedido à Superintendência do Patrimônio da União, com a possibilidade de ter seu uso revertido para habitação social.
Em 20 de novembro de 2006, o prédio vazio do Hospital Ferroviário foi ocupado por famílias de baixa renda que foram removidas de suas casas na Avenida Padre Cacique em razão das obras da Copa do Mundo 2014. Em março de 2016, a propriedade do imóvel passou oficialmente à Cooperativa 20 de Novembro/Assentamento 20 de Novembro, ligada ao Movimento Nacional de Luta pela Moradia (MNLM), e no mês seguinte foi assinado um termo para obras de requalificação do prédio para fins de moradia, dentro dos critérios do programa Minha Casa, Minha Vida - Entidades (PMCMV-E).
Em janeiro de 2025, foi anunciado que o prédio receberia um investimento de R$ 8,8 milhões da Caixa Econômica Federal através do PMCMV-E para o projeto de reforma do prédio do antigo hospital para convertê-lo em habitação social voltado a 40 famílias integrantes da Cooperativa 20 de Novembro. Será o primeiro projeto executado na cidade de Porto Alegre nesses moldes pelo programa. O prazo para conclusão é novembro de 2026.
O projeto é pautado pela sustentabilidade e prevê instalação de placas solares, cisterna para reaproveitamento da água pluvial, horta e cozinha comunitária. A estrutura do antigo hospital que abrigaria caldeiras e a câmara mortuária será convertido em um espaço cultural para oficinas.